# Almedalsveckan
Almedalsveckan, tidigare kallad Politikerveckan i Almedalen, genomförs årligen i Visby på Gotland, där företrädare för såväl de svenska politiska partierna som allehanda intresseorganisationer och företag samlas och diskuterar politik och samhällsfrågor. Evenemanget koordineras av Region Gotland och de olika evenemangen organiseras och bekostas av de deltagande partierna och organisationerna.
Almedalsveckan blev kring år 2000 banbrytande även internationellt genom sin blandning av partiledartal av samtliga partiledare i riksdagen och ett mycket stort utbud av seminarier arrangerade av intresseorganisationer. Seminarier måste vara gratis och öppna för allmänheten, för att få vara med i det officiella programmet. På senare år har liknande arrangemang anordnats i flera till Sverige näraliggande länder. Samlingsbegreppet för dessa är 'Demokratifestivaler' (engelska: Democracy Festivals).
Tidigare genomfördes Almedalsveckan under den första hela veckan i juli, men från och med år 2023 ligger Almedalsveckan i vecka 26. De senaste åren har andra aktörer än politiska partier tagit större plats som arrangörer av seminarier och andra aktiviteter under veckan.

## Historik
Ursprunget till Almedalsveckan är de tal som Olof Palme under flera somrar höll i parken Almedalen i Visby. Traditionen har sitt ursprung i ett improviserat möte som den dåvarande utbildningsministern och partiledarpretendenten hade i parken den 25 juli 1968 tillsammans med Krister Wickman, även han påtänkt som partiledare. Palme talade då från ett lastbilsflak vid Kruttornet intill Almedalen. År 1991 var första gången som samtliga riksdagspartiledare fanns på plats.
Efter Olof Palme kallades ibland Almedalen för "Palmedalen".
I mitten på 1980-talet var politikerveckan hotad. Den dramatiska sommaren 1986, efter mordet på Olof Palme, var det enbart Miljöpartiet och Vpk som närvarade. Många tyckte att politiska tal i Almedalen var alldeles för mycket förknippade med Palmes person. Ingvar Carlsson – som tillträdde som statsminister efter Palmes död – uppger att han under flera år efter mordet av respekt för Olof Palme valde att tala på andra platser i Visby istället. Han började tala i Almedalen i början av 1990-talet efter att ha blivit övertygad av Olof Palmes änka Lisbeth Palme.
Under 2000-talet har veckan vuxit explosionsartat. Från att enbart ha omfattat partiledartalen hölls det första seminariet – ett ekonomiskt seminarium arrangerat av Socialdemokraterna – år 1982. Först 1993 ordnades det första seminariet av intresseorganisationer då Industriförbundet genomförde ett skattepolitiskt seminarium. År 2001 genomfördes 52 evenemang. Valåret 2010 hölls 1 396 evenemang varav drygt 1 000 seminarier, bevakade av omkring 900 journalister samt 11 000 seminariedeltagare och ett ännu större antal åhörare av partiledartalen på plats. Detta gör veckan till den i särklass största och viktigaste i Sverige för seminarier, debatt och politiska tal kring aktuella samhällsfrågor.
År 2012 sattes ett nytt rekord med 1 476 stycken registrerade seminarier av totalt 1 814 evenemang (ökning med 23 procent sedan året före) och 709 ackrediterade journalister. Antal arrangörer uppgick till 986 medan antalet deltagare ökade 21 procent till 17 000.
År 2013 ökade veckan i omfattning. Drygt 2 200 evenemang ingick i programmet under veckan.
”Supervalåret” 2014 fortsatte veckan att öka snabbt i omfattning. Antalet evenemang i kalendariet uppgick enligt arrangören till 3 513. Detta innebär en ökning med 150 procent sedan förra valåret. Antal arrangörer har ökat till 1 459. År 2015 förutspådde många att veckan skulle minska i omfattning. Veckan behöll dock enligt Region Gotlands statistikinformation sin storlek även detta år. Antalet evenemang minskade marginellt till 3 465, antalet unika arrangörer ökade relativt kraftigt till 1645 medan antalet unika deltagare låg kvar kring 35 000.
En granskning gjord av Dagens Samhälle, 2018, kartlade den ökade närvaron av aktörer som inte är partirepresentanter under Almedalsveckan. Under perioden 2009–2018 stod media och företag för den största ökningen, medan fackförbund och intresseorganisationer stod för en mer blygsam ökning.
2022 skedde ett mord och planerad terroristaktion i samband med Almedalsveckan när överläkaren Ing-Marie Wieselgren knivhöggs till döds i det så kallade Almedalsdådet. 
2023 sjönk antalet åskådare under partiledarnas tal med cirka 50 procent från föregående år. Det genomsnittliga antalet besökare per tal var 1 263, att jämföra med 2 375 året innan.

## Organisation
Varje riksdagsparti har sin "egen" halvdag, enligt ett rullande schema, under de fem dagar Almedalsveckan pågår. Tidigare, när veckan var åtta dagar hade partierna varsin heldag, men med förkortningen 2021 blev det istället halvdagar.

## Kritik
Statsvetaren Maria Wendt har kritiserat Almedalsveckan för att det där mer än någon annanstans blir tydligt hur politiken har "medialiserats" och allt oftare anpassar sig efter mediernas villkor och verktyg. Hur den politiska journalistiken tidigare beskrev och rapporterade den yttre verkligheten men att politiken numera ofta istället utspelas i medierna. Hon menade att när politikernas språk och budskap formas för att passa in i de mallar som tv och tidningar följer, med korta och slagkraftiga formuleringar, sker det på bekostnad av komplexitet och nyans. Hon föreslog 2012 att i stället för att tilldela dagarna de politiska partierna så skulle varje dag ägnas åt en stor, aktuell politisk sakfråga.
Romanen Almedalen har fallit av Erik Lewin gavs ut några veckor före Almedalsveckan 2015. Boken beskriver ett attentat mot Visby under Almedalsveckan som resulterar i att många ledande makthavare tas som gisslan. Den ledde till en debatt om säkerhetsfrågan.

### Almedalsveckan som liminal fas

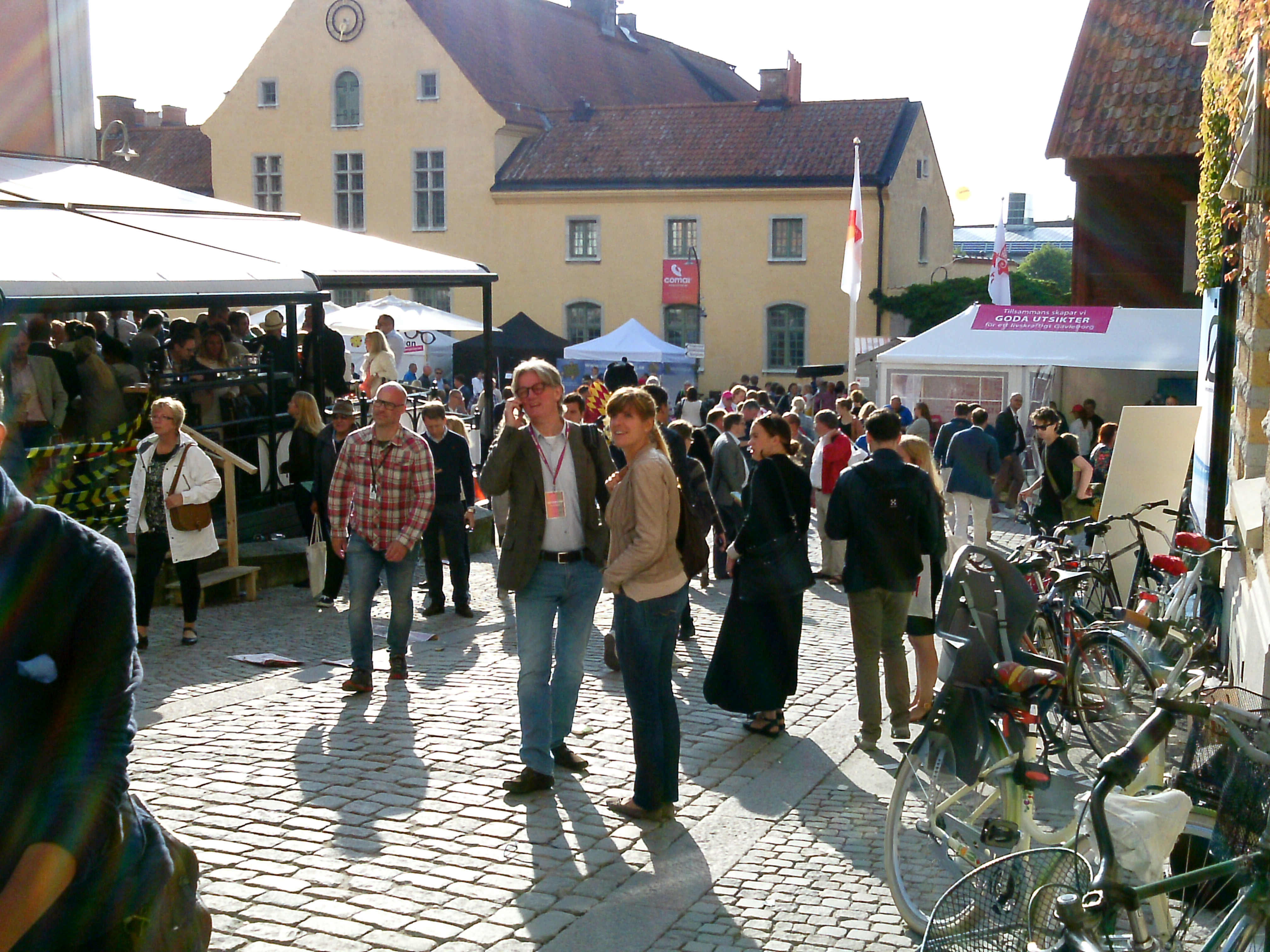
Mingel på Almedalsveckan 2014.

Almedalsveckan, där journalister, politiker och lobbyister umgås öppet på ett sätt som under normala omständigheter inte anses vara korrekt, har liknats vid en liminal fas. Det är en socialantropologisk term där vanliga regler för en kort stund upphör att gälla för att sedan återgå till det normala, likt Brasiliens karnevaler. Det som varit tabu blir under en kort stund tillåtet.
Kritik har riktats mot eventet "DJ-battle" för att det går över gränsen och skapar en ovälkommen bild av toppolitiker och media som festar tillsammans. Detta event arrangeras dock av en restaurang, och ingår inte i det officiella programmet för Almedalsveckan.

## Internationella motsvarigheter
Möten med inspiration av Almedalsveckan har ägt rum i Danmark och Norge. I Danmark kallas det för Folkemødet, vilket hölls första gången 2011 på Bornholm. En norsk politikervecka har ägt rum i Eidsvoll i Norge.[källa behövs] Telemark har också visat intresse för att skapa ett liknande koncept.[källa behövs] Det norska evenemang som mest kommit att likna Almedalsveckan är Arendalsuka i Arendal. Den första veckan skulle ha genomförts 2011, men blev inställd efter terrorattentaten i Norge 2011. Istället arrangerades den för första gången 2012 och har därefter fortsatt varje år.
År 2007 kom den första sydkoreanska delegationen till Visby för att studera det svenska demokratiska exemplet. Docenten i statsvetenskap vid Södertörns högskola, Yonhyok Choe, som är bosatt i Sverige sedan 1987, tror att den sydkoreanska ön Jeju kommer organisera en egen Almedalsvecka. Också Finland har visat intresse för att importera Almedalsveckan. Sedan 2006 hålls medborgarfestivalen Suomiareena i Björneborg i Finland och på Island hålls Fundur fólksins utanför Nordens hus i Reykjavik.
I Estland har Arvamusfestival tagit inspiration från Almedalsveckan och detsamma gäller LAMPA-festivalen i Lettland. De nordiska och baltiska demokratifestivalerna samarbetar i organisationen Democracy Festivals.
Hyresgästföreningen i Gävle har med stöd från EU-projektet Freja startat ett demokratiprojekt för Balkan.

## Officiella talare
Många partiledare har talat i Almedalen.
2003–2019 följde talarordningen ett rullande schema, vilket innebar att partiet som talade på Almedalsveckans sista dag inledde nästa års Almedalsvecka.
2020 ställdes Almedalsveckan in med hänvisning till Coronavirusutbrottet 2020–2021 i Sverige. Sedan år 2021 (då veckan genomfördes digitalt) är veckan förkortad och det hålls två partiledartal per dag, ett klockan 11 och ett klockan 19, och följer inte talarordningen från tidigare år.

### 1968-1979
1968–1974
- Olof Palme (S)

1975
- Thage G. Peterson (S)
- Lars Werner (VPK)

1976
- Olof Palme (S)
- Lars Werner (VPK)

1977
- Olof Palme (S)
- Olof Johansson (C)
- Lars Werner (VPK)

1978
- Olof Palme (S)
- Lars Werner (VPK)

1979
- Olof Palme (S)
- Lars Werner (VPK)
- Karin Söder (C)

### 1980-talet
1980
- Olof Palme (S)
- Anders Dahlgren (C)
- Lars Werner (VPK)

1981
- Olof Palme (S)
- Thorbjörn Fälldin (C)
- Lars Werner (VPK)
- Ola Ullsten (FP)

1982
- Olof Palme (S)
- Ulf Adelsohn (M)
- Thorbjörn Fälldin (C)
- Alf Svensson (KDS)
- Lars Werner (VPK)
- Ragnhild Pohanka (MP)

1983
- Olof Palme (S)
- Alf Svensson (KDS)
- Lars Werner (VPK)
- Ola Ullsten (FP)

1984
- Olof Palme (S)
- Lennart Daléus (C)
- Alf Svensson (KDS)
- Lars Werner (VPK)
- Björn Eliasson (MP)[33]

1985
- Olof Palme (S)
- Thorbjörn Fälldin (C)
- Alf Svensson (KDS)
- Lars Werner (VPK)
- Ragnhild Pohanka och Per Gahrton (MP)

1986
- Alf Svensson (KDS)
- Lars Werner (VPK)
- Eva Goës och Birger Schlaug (MP)

1987
- Ingvar Carlsson (S)
- Görel Thurdin (C)
- Alf Svensson (KDS)
- Lars Werner (VPK)
- Eva Goës och Birger Schlaug (MP)

1988
- Ingvar Carlsson (S)
- Olof Johansson (C)
- Alf Svensson (KDS)
- Lars Werner (VPK)
- Eva Goës (MP)

1989
- Ingvar Carlsson (S)
- Olof Johansson (C)
- Alf Svensson (KDS)
- Lars Werner (VPK)
- Per Gahrton (MP)

### 1990-talet
1990
- Ingvar Carlsson (S)
- Görel Thurdin (C)
- Mats Odell (KDS)
- Lennart Beijer (VPK)
- Jan Axelsson (MP)

1991 (14–20 juli)
- Gullan Lindblad (M)
- Alf Svensson (KDS)
- Lars Werner (V)
- Ingvar Carlsson (S)
- Olof Johansson (C)
- Birgit Friggebo (FP)
- Margareta Gisselberg och Jan Axelsson (MP)

1992 (12–18 juli)
- Ian Wachtmeister (NYD)
- Birger Schlaug och Marianne Samuelsson (MP)
- Görel Thurdin (C)
- Ingvar Carlsson (S)
- Lars Werner (V)
- Anne Wibble (FP)
- Mats Odell (KDS)

1993 (17–24 juli)
- Ulf Dinkelspiel (M)
- Ian Wachtmeister och Bert Karlsson (NYD)
- Birger Schlaug och Marianne Samuelsson (MP)
- Helena Nilsson (C)
- Ingvar Carlsson (S)
- Gudrun Schyman (V)
- Anne Wibble (FP)
- Alf Svensson (KDS)

1994 (17–23 juli)
- Vivianne Franzén (NYD)
- Alf Svensson (KDS)
- Olof Johansson (C)
- Ingvar Carlsson (S)
- Gudrun Schyman (V)
- Bengt Westerberg och Anne Wibble (FP)
- Birger Schlaug och Marianne Samuelsson (MP)

1995 (19–24 juli)
- Ingvar Carlsson (S)
- Alf Svensson (KDS)
- Birger Schlaug och Marianne Samuelsson (MP)
- Gudrun Schyman (V)
- Björn Brissund (Gottlandspartiet)
- Olof Johansson (C)
- Vivianne Franzen och Sven Dybeck (NYD)

1996 (14–19 juli)
- Gunilla Segerlund, Björn Brissund, Odd
 Magnusson och Torsten Andersson (Gottlandspartiet)
- Alf Svensson (KD)
- Marianne Samuelsson (MP)
- Ingvar Carlsson (S)
- Johan Lönnroth (V)
- Olof Johansson (C)

1997 (14–19 juli)
- Olof Johansson (C)
- Ingela Thalén (S)
- Alf Svensson (KD)
- Birger Schlaug (MP)
- Gudrun Schyman (V)

1998 (11–17 juli)
- Lars Leijonborg (FP)
- Gudrun Schyman (V)
- Lennart Daléus (C)
- Margot Wallström (S)
- Alf Svensson (KD)
- Birger Schlaug och Marianne Samuelsson (MP)

1999 (11–16 juli)
- Birger Schlaug (MP)
- Gudrun Schyman (V)
- Andreas Carlgren (C)
- Anna Lindh (S)
- Alf Svensson (KD)

### 2000-talet
2000 (10–14 juli)
- Alf Svensson (KD)
- Matz Hammarström (MP)
- Thomas Östros (S)
- Lars Ohly (V)
- Lennart Daléus (C)

2001 (8–13 juli)
- Maud Olofsson (C)
- Alf Svensson (KD)
- Lars Stjernkvist (S)
- Matz Hammarström och Lotta Hedström (MP)
- Pernilla Zethraeus (V)

2002 (6–14 juli)
- Gudrun Schyman (V)
- Lars Leijonborg (FP)
- Maud Olofsson (C)
- Göran Persson (S)
- Alf Svensson (KD)
- Maria Wetterstrand och Peter Eriksson (MP)
- Lars Olof Andersson (Gotlandspartiet)

2003 (6–12 juli)
- Bo Lundgren (M)
- Ulla Hoffmann (V)
- Lars Leijonborg och Marit Paulsen (FP)
- Maud Olofsson (C)
- Anna Lindh (S)
- Alf Svensson (KD)
- Peter Eriksson (MP)

2004 (4–10 juli)
- Håkan Wåhlstedt (MP)
- Fredrik Reinfeldt (M)
- Lars Ohly (V)
- Maria Carlshamre (FP)
- Maud Olofsson (C)
- Bosse Ringholm (S)
- Göran Hägglund (KD)

2005 (3–9 juli)
- Göran Hägglund (KD)
- Maria Wetterstrand (MP)
- Fredrik Reinfeldt (M)
- Marita Ulvskog (S)
- Lars Leijonborg (FP)
- Maud Olofsson (C)
- Lars Ohly (V)

2006 (3–9 juli)
- Göran Persson (S)
- Göran Hägglund (KD)
- Maria Wetterstrand och Peter Eriksson (MP)
- Fredrik Reinfeldt (M)
- Lars Ohly (V)
- Lars Leijonborg (FP)
- Maud Olofsson (C)

2007 (8–14 juli)
- Andreas Carlgren (C)
- Mona Sahlin (S)
- Göran Hägglund (KD)
- Peter Eriksson (MP)
- Anders Borg (M)
- Lars Ohly (V)
- Nyamko Sabuni (FP)

2008 (6–12 juli)
- Jan Björklund (FP)
- Maud Olofsson (C)
- Mona Sahlin (S)
- Göran Hägglund (KD)
- Maria Wetterstrand (MP)
- Fredrik Reinfeldt (M)
- Lars Ohly (V)

2009 (28 juni–4 juli)
- Lars Ohly (V)
- Jan Björklund (FP)
- Maud Olofsson (C)
- Mona Sahlin (S)
- Göran Hägglund (KD)
- Peter Eriksson (MP)
- Fredrik Reinfeldt (M)

### 2010-talet
2010 (4–10 juli)
- Fredrik Reinfeldt (M)
- Lars Ohly (V)
- Jan Björklund (FP)
- Maud Olofsson (C)
- Mona Sahlin (S)
- Göran Hägglund (KD)
- Maria Wetterstrand och Peter Eriksson (MP)

2011 (3–10 juli)
- Åsa Romson och Gustav Fridolin (MP)
- Fredrik Reinfeldt (M)
- Lars Ohly (V)
- Jan Björklund (FP)
- Maud Olofsson (C)
- Håkan Juholt (S)
- Göran Hägglund (KD)
- Jimmie Åkesson (SD)

2012 (1–8 juli)
- Jimmie Åkesson (SD)
- Åsa Romson (MP)
- Fredrik Reinfeldt (M)
- Jonas Sjöstedt (V)
- Jan Björklund (FP)
- Annie Lööf (C)
- Stefan Löfven (S)
- Göran Hägglund (KD)

2013 (30 juni–7 juli)
- Göran Hägglund (KD)
- Jimmie Åkesson (SD)
- Gustav Fridolin (MP)
- Fredrik Reinfeldt (M)
- Jonas Sjöstedt (V)
- Jan Björklund (FP)
- Annie Lööf (C)
- Stefan Löfven (S)

2014 (29 juni–6 juli)
- Stefan Löfven (S)
- Göran Hägglund (KD)
- Jimmie Åkesson (SD)
- Åsa Romson (MP)
- Fredrik Reinfeldt (M)
- Jonas Sjöstedt (V)
- Jan Björklund (FP)
- Annie Lööf (C)

2015 (28 juni–5 juli)
- Annie Lööf (C)
- Stefan Löfven (S)
- Ebba Busch Thor (KD)
- Jimmie Åkesson (SD)
- Gustav Fridolin (MP)
- Anna Kinberg Batra (M)
- Jonas Sjöstedt (V)
- Jan Björklund (FP)

2016 (3 juli–10 juli)
- Jan Björklund (L)
- Annie Lööf (C)
- Stefan Löfven (S)
- Ebba Busch Thor (KD)
- Jimmie Åkesson (SD)
- Isabella Lövin (MP)
- Anna Kinberg Batra (M)
- Jonas Sjöstedt (V)

2017 (2 juli–9 juli)
- Jonas Sjöstedt (V)
- Jan Björklund (L)
- Annie Lööf (C)
- Magdalena Andersson (S)
- Ebba Busch Thor (KD)
- Jimmie Åkesson (SD)
- Gustav Fridolin (MP)
- Anna Kinberg Batra (M)

2018 (1 juli–8 juli)
- Ulf Kristersson (M)
- Jonas Sjöstedt (V)
- Jan Björklund (L)
- Annie Lööf (C)
- Stefan Löfven (S)
- Ebba Busch Thor (KD)
- Jimmie Åkesson (SD)
- Isabella Lövin (MP)

2019 (30 juni–7 juli)
- Per Bolund (MP)
- Ulf Kristersson (M)
- Jonas Sjöstedt (V)
- Nyamko Sabuni (L)
- Annie Lööf (C)
- Magdalena Andersson (S)
- Ebba Busch Thor (KD)
- Jimmie Åkesson (SD)

### 2020-talet
2020
Inställd med hänvisning till Coronavirusutbrottet 2020–2021 i Sverige.
2021 (4–7 juli)
- Nooshi Dadgostar (V) (dag), Ebba Busch Thor (KD) (kväll)
- Nyamko Sabuni (L) (dag), Jimmie Åkesson (SD) (kväll)
- Annie Lööf (C) (dag), Märta Stenevi (MP) (kväll)
- Stefan Löfven (S) (dag), Ulf Kristersson (M) (kväll)

2022 (3–7 juli)
- Magdalena Andersson (S) (kväll)
- Ulf Kristersson (M) (dag), Nooshi Dadgostar (V) (kväll)
- Ebba Busch (KD) (dag), Johan Pehrson[38] (L) (kväll)
- Jimmie Åkesson (SD) (dag) Annie Lööf (C) (kväll)
- Per Bolund (MP) (dag)

2023 (27 juni–1 juli)
- Ulf Kristersson (M) 28 juni[40]
- Märta Stenevi (MP) 28 juni[41]
- Magdalena Andersson (S) 29 juni[42]
- Muharrem Demirok (C) 29 juni[43]
- Nooshi Dadgostar (V) 30 juni[44]
- Ebba Busch (KD) 30 juni[45]
- Johan Pehrson (L) 1 juli[46]
- Linda Lindberg (SD) 1 juli[47]

2024 (25–28 juni)
Tisdag 25 juni
Sverigedemokraternas dag, partiledartal klockan 11
Centerpartiets dag, partiledartal klockan 19
Onsdag 26 juni
Miljöpartiets dag, partiledartal klockan 11
Socialdemokraternas dag, partiledartal klockan 19
Torsdag 27 juni
Moderaternas dag, partiledartal klockan 11
Vänsterpartiets dag, partiledartal klockan 19
Fredag 28 juni 
Kristdemokraternas dag, partiledartal klockan 11
Liberalernas dag, partiledartal klockan 19
2025 (24–27 juni)
Tisdag 24 juni
Liberalernas partiledartal klockan 12
Sverigedemokraternas partiledartal klockan 19
Onsdag 25 juni
Centerpartiets partiledartal klockan 12
Miljöpartiets partiledartal klockan 19
Torsdag 26 juni
Socialdemokraternas partiledartal klockan 12
Moderaternas partiledartal klockan 19
Fredag 27 juni 
Vänsterpartiets partiledartal klockan 12
Kristdemokraternas dag, partiledartal klockan 19

|}